# Wsiewołod Bobrow
Wsiewołod Michajłowicz Bobrow (ros. Всеволод Михайлович Бобров, ur. 1 grudnia 1922 w Morszańsku, zm. 1 lipca 1979 w Moskwie) – rosyjski sportowiec, piłkarz, hokeista oraz trener, reprezentant ZSRR w piłce nożnej i hokeju na lodzie.

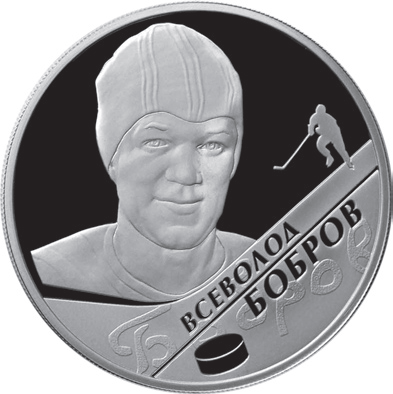
Podobizna Anatolija Firsowa na monecie pamiątkowej

## Kariera zawodnicza
Zarówno jako piłkarz, jak i hokeista występował na pozycji napastnika. W młodości bronił barw klubów Dinamo Leningrad i Progres Omsk. W czasie wojny z Niemcami (1941–1945) służył w Armii Czerwonej. Do sportu powrócił w 1945 jako zawodnik wojskowego zespołu CSKA Moskwa (wówczas pod nazwą CDKA). W późniejszych latach związany był także z innym zespołami moskiewskimi: WWS i Spartakiem, by na koniec kariery powrócić do zespołu CSKA (wówczas pod nazwą CDSA).
- 1939–41 –  Dinamo Leningrad
- 1941–41 –  Progres Omsk
- 1945–49 –  CDKA Moskwa
- 1949–53 –  WWS Moskwa
- 1953–53 –  Spartak Moskwa
- 1953–57 –  CDSA Moskwa

### Piłkarz
Jako zawodnik CDKA zdobył 3 razy mistrzostwo ZSRR (1946, 1947, 1948) oraz 2 razy Puchar ZSRR (1945 i 1948). W barwach Spartaka zdobył mistrzostwo ZSRR w 1953. W 1945 i 1947 zdobył tytuł króla strzelców ligi. W rozgrywkach o mistrzostwo ZSRR ogółem rozegrał 116 meczów, strzelił 97 bramek. W 1952 został powołany do reaktywowanej reprezentacji Związku Radzieckiego. Rozegrał w niej 3 mecze, strzelając 5 bramek (wszystkie w ramach turnieju piłkarskiego igrzysk olimpijskich w Helsinkach). Karierę piłkarską zakończył w 1953.

### Hokeista
- CSKA Moskwa (1946–1949)
- WWS Moskwa (1949–1953)
- CSKA Moskwa (1953–1957)

Występy jako hokeista kontynuował do 1957. W ciągu całej kariery zawodniczej zdobył 6 tytułów mistrza ZSRR (1948, 1949, 1951, 1952, 1955, 1956), zaś 3 razy Puchar ZSRR (1952, 1954, 1955). Był jednym z najskuteczniejszych zawodników w historii rozgrywek o hokejowe mistrzostwo Związku Radzieckiego: trzykrotnie był królem strzelców (1948, 1951, 1952), ogółem w 130 meczach strzelił 254 bramki. POdczas występów w klubie WWS Moskwa uniknął katastrofy samolotu 5 stycznia 1950, gdyż spóźnił się na odlot samolotu.
Odniósł również wiele sukcesów jako zawodnik reprezentacji ZSRR: w latach 1954–1957 rozegrał w niej 59 meczów i zdobył 89 bramek, złoty medalista igrzysk w Cortina d’Ampezzo w 1956, dwukrotny mistrz świata (1954, 1956) i wicemistrz świata (1955, 1957), trzykrotny mistrz Europy (1954, 1955, 1956) oraz wicemistrz Europy (1957). W 1954 został wybrany najlepszym napastnikiem mistrzostw świata.
Zmarł 1 lipca 1979 w Moskwie z powodu zawału serca. Został pochowany na Cmentarzu Kuncewskim.
Dla upamiętnienia jego osoby władze powstałej w 2008 roku rosyjskiej ligi hokejowej KHL stworzyły w ramach rozgrywek Dywizję Bobrowa w Konferencji Zachód.

## Kariera trenerska
Pierwszy raz jako trener pracował podczas pobytu w WWS Moskwa. Przez dwa sezony pełnił tam funkcję grającego trenera w obu sekcjach, w których występował. W późniejszych latach pracował jako trener w obu uprawianych przez siebie dyscyplinach.

### Piłka nożna
Jako trener piłki nożnej związany był przede wszystkim z drużyną CSKA, gdzie pełnił funkcje kierownika drużyny, członka sztabu szkoleniowego i pierwszego trenera. Przez pewien czas prowadził również zespoły Czernomorca Odessa i Kajrat Ałma-Ata.
- 1951–52 –  WWS Moskwa, grający trener
- 1957–57 –  CSKA Moskwa, kierownik drużyny
- 1958–60 –  CSKA Moskwa, drugi trener
- 1963–63 –  Czernomorec Odessa
- 1967–69 –  CSKA Moskwa
- 1975–75 –  Kajrat Ałma-Ata
- 1977–78 –  CSKA Moskwa

### Hokej na lodzie
Po kilku latach pracy w futbolu objął funkcję szkoleniowca hokejowej drużyny Spartaka Moskwa, z którą w 1967 zdobył mistrzostwo ZSRR. Największe sukcesy jako trener hokeja na lodzie odniósł w latach 1972–1974 z reprezentacją Związku Radzieckiego. W 1972 zdobył wicemistrzostwo świata i Europy, zaś w 1973 i 1974 mistrzostwo Świata i Europy. W połowie 1974 został zastąpiony na stanowisku selekcjonera kadry ZSRR przez swojego asystenta Borisa Kułagina.
- 1951–52 –  WWS Moskwa, grający trener
- 1964–67 –  Spartak Moskwa
- 1972–74 –  reprezentacja Związku Radzieckiego

## Wyróżnienia i upamiętnienie
- Zasłużony Mistrz Sportu ZSRR: 1948 (jako piłkarz)
- Rosyjska Galeria Hokejowej Sławy: 2014 (pośmiertnie)
- Imieniem Wsiewołoda Bobrowa nazwano otwarte w 2004 lodowisko w Stupinie, na którym swojego mecze rozgrywa drużyna Kapitan Stupino.
- Imieniem Wsiewołoda Bobrowa nazwano nagrodę dla najskuteczniejszej drużyny sezonu w KHL.
- Imieniem Wsiewołoda Bobrowa nazwano jedną z Dywizji Konferencji Zachodniej KHL.